# Addizione Erculea

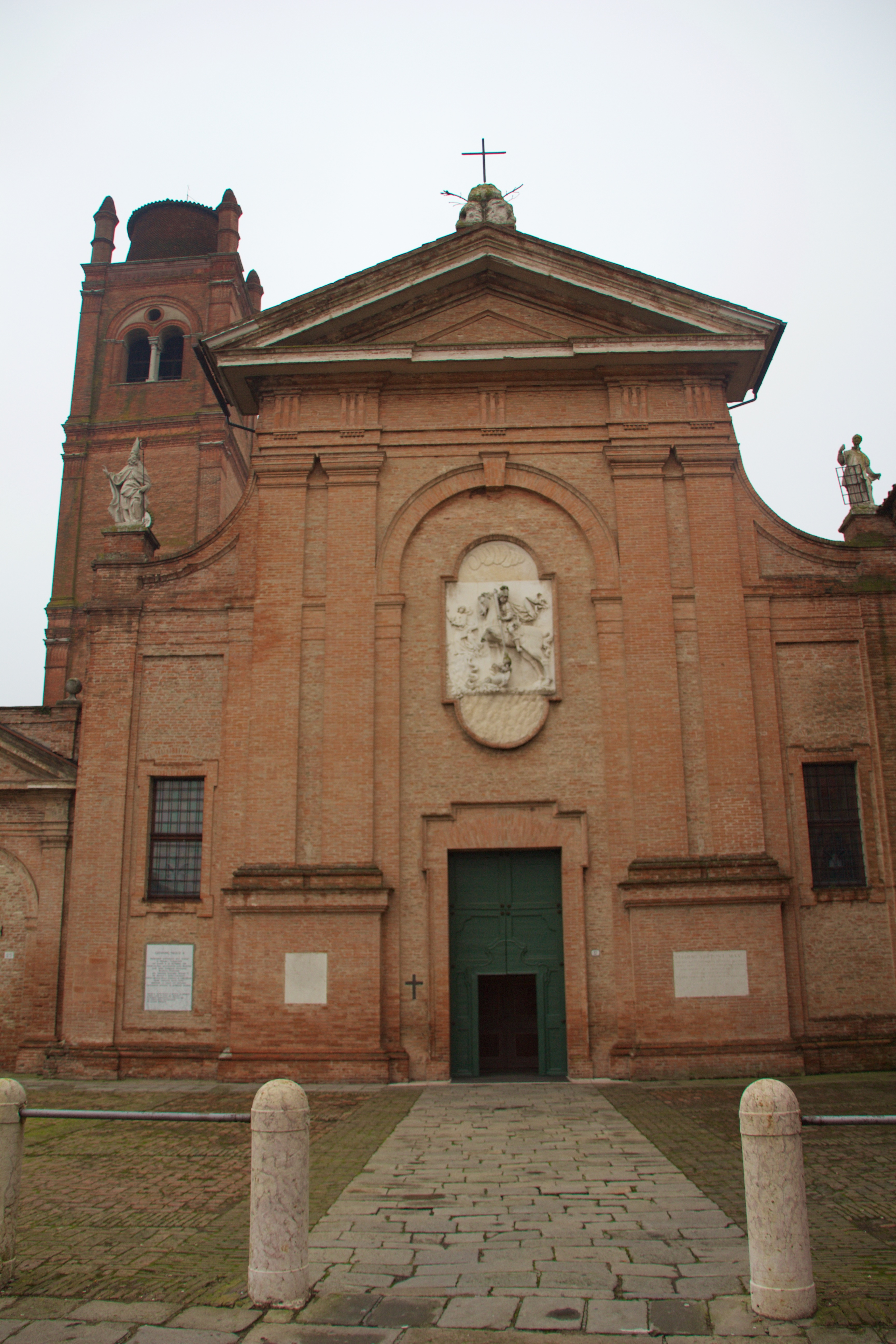
Basilica San Giorgio fuori le mura, a Ferrara

L'Addizione Erculea è un'opera urbanistica iniziata a Ferrara alla fine del XV secolo per iniziativa del duca Ercole I d'Este e realizzata grazie al suo architetto di corte Biagio Rossetti. Fu la prima nel suo genere per estensione e organicità, tale da renderla, secondo Bruno Zevi la prima città moderna europea. Si concluse agli inizi del XVI secolo, con la morte del duca, ma l'impianto della città nato in quel periodo rimase inalterato per i secoli successivi.

## Storia

### La città medievale
Il primo nucleo cittadino fu un piccolo castrum bizantino su un'isola tra il Volano e il Primaro, la cosiddetta Ferrariola (il futuro Borgo San Giorgio). Qui venne edificata la basilica di San Giorgio fuori le mura  e le principali vie di comunicazione costeggiavano le rive dei fiumi mentre attorno si estendeva un territorio pianeggiante.
La Ferrara medievale si sviluppava poi più a nord, dove oggi esistono via Ripagrande e via Carlo Mayr. Via delle Volte scorreva accanto alla riva del Po e il limite settentrionale era costituito dalla parallela Via dei Sabbioni (che in seguito avrebbe dato origine a via Mazzini e via Garibaldi).
Questo nucleo aveva strade strette e difficilmente rettilinee, era privo di piazze e si sviluppava essenzialmente nel senso est ovest. Era una città lineare intendendo con questo un suo andamento prevalentemente longitudinale. Molto diffuso era l'uso del cotto decorato.
Un primo ampliamento si ebbe con Borso d'Este a metà del XV secolo, consistente nella creazione dell'attuale via XX Settembre, a sud del nucleo originario, con alcune strade ortogonali.

## L'Addizione di Ercole I

### Impianto
Fu soprattutto Ercole I d'Este a mettere in atto un ambizioso progetto urbanistico, un vero e proprio raddoppio della città fondato su principi razionali, affidandone la realizzazione all'architetto Biagio Rossetti. I progetti si avviarono nel 1484 in seguito all'assedio di Ferrara da parte della Repubblica di Venezia. 
Le prime motivazioni quindi erano essenzialmente difensive, espandendo l'area cittadina compresa entro le mura (Il baluardo del Barco è fra i più arcaici esempi di fortificazione alla moderna) ma nel progetto non mancò una visione urbanistica legata al concetto di città ideale ed una realizzazione delle aspirazioni di Ercole, legate alla sua formazione alla corte di Napoli, dove aveva imparato ad amare l'architettura classica e l'arte.

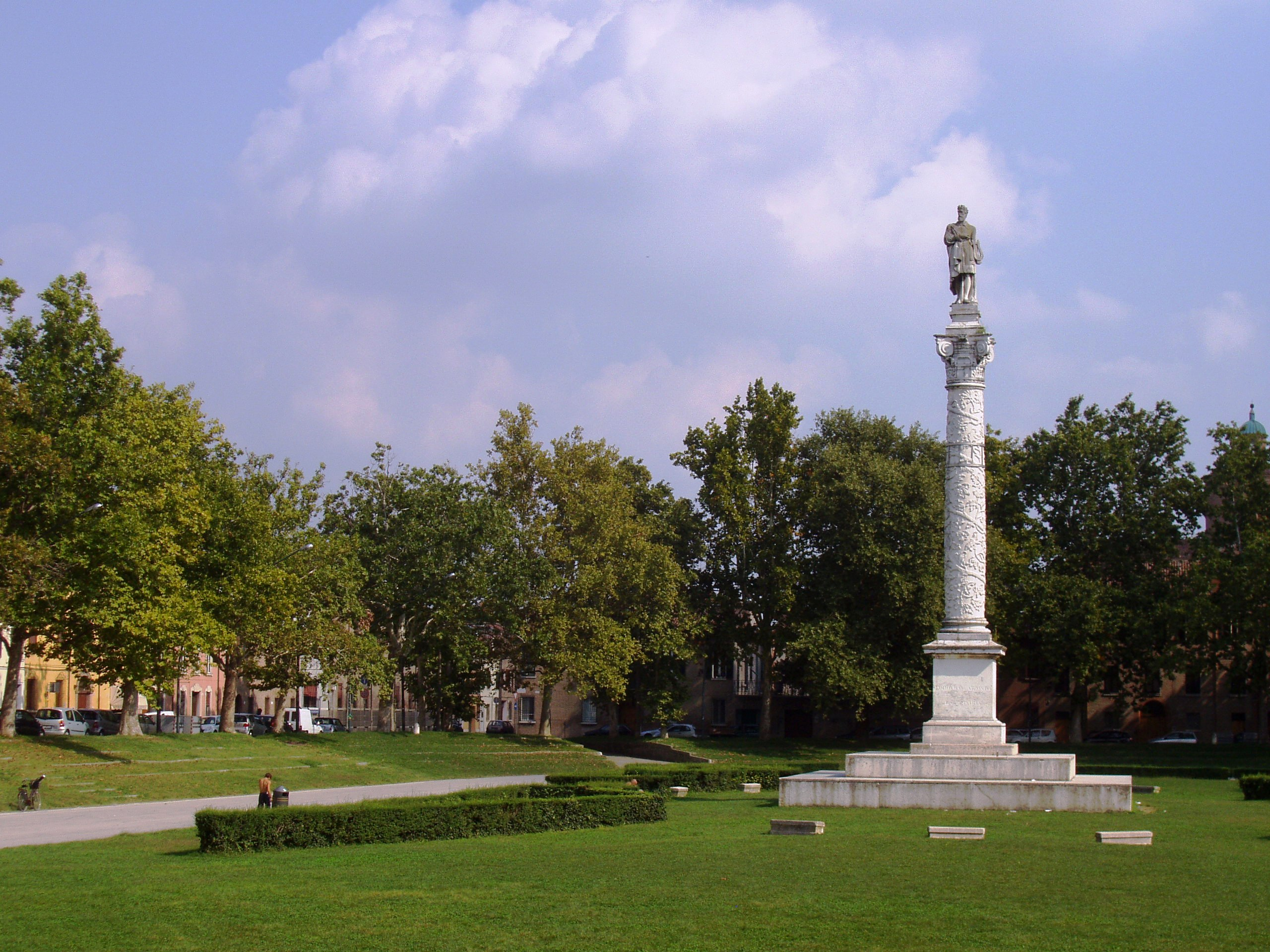
Piazza Ariostea

L'opera, che fu realizzata tra il 1492 e il 1510, esaltava il prestigio della corte estense e la metteva in competizione con le più importanti corti europee.
Innanzitutto fu interrato il fosso della Giovecca, facendone una larga strada che facesse da cerniera con la parte antica della città: in corrispondenza degli sbocchi delle vie medievali fece infatti prolungamenti regolari, fondendo organicamente il vecchio e il nuovo. La nuova parte, rifacendosi all'urbanistica romana nelle descrizioni di Vitruvio, aveva una rete viaria ortogonale che si articolava su due assi principali:
- Un lungo viale, che per un certo periodo fu chiamato via degli Angeli, che correva da Sud verso Nord e collegava il Castello Estense con la Porta degli Angeli, sulle mura verso rampari di Belfiore, (l'attuale corso Ercole I d'Este).
- Una via lunghissima che correva da Est a Ovest collegando Porta Po e Porta a Mare presso i bastioni delle mura, chiamata via dei Prioni e via degli Equinozi (oggi divisa, da ovest ad est, in corso Porta Po, corso Biagio Rossetti e corso Porta Mare).

Il secondo asse, in particolare, era completamente nuovo e dal sapore pienamente "pubblico" (a fronte dell'altro asse che restava legato al passaggio dei duchi) e venne particolarmente enfatizzato con una grande piazza alberata, l'attuale piazza Ariostea.
La parte "nuova" della città venne (ed è) chiamata Arianuova. Per integrare l'addizione con il resto della città e stemperarne la possibile rigidità dello schema, Rossetti lasciò zone verdi che fungessero da "pausa" nel tessuto edilizio e, per gli edifici da lui progettati, continuò ad usare il tradizionale cotto. Ed è proprio aggirandosi in questa nuova città, ancora priva di case e di abitanti, fatta appunto d'aria, che Torquato Tasso portò a termine il primo moderno poema europeo, La Gerusalemme liberata.

### Pianta ed alzato della città di Ferrara di Andrea Bolzoni

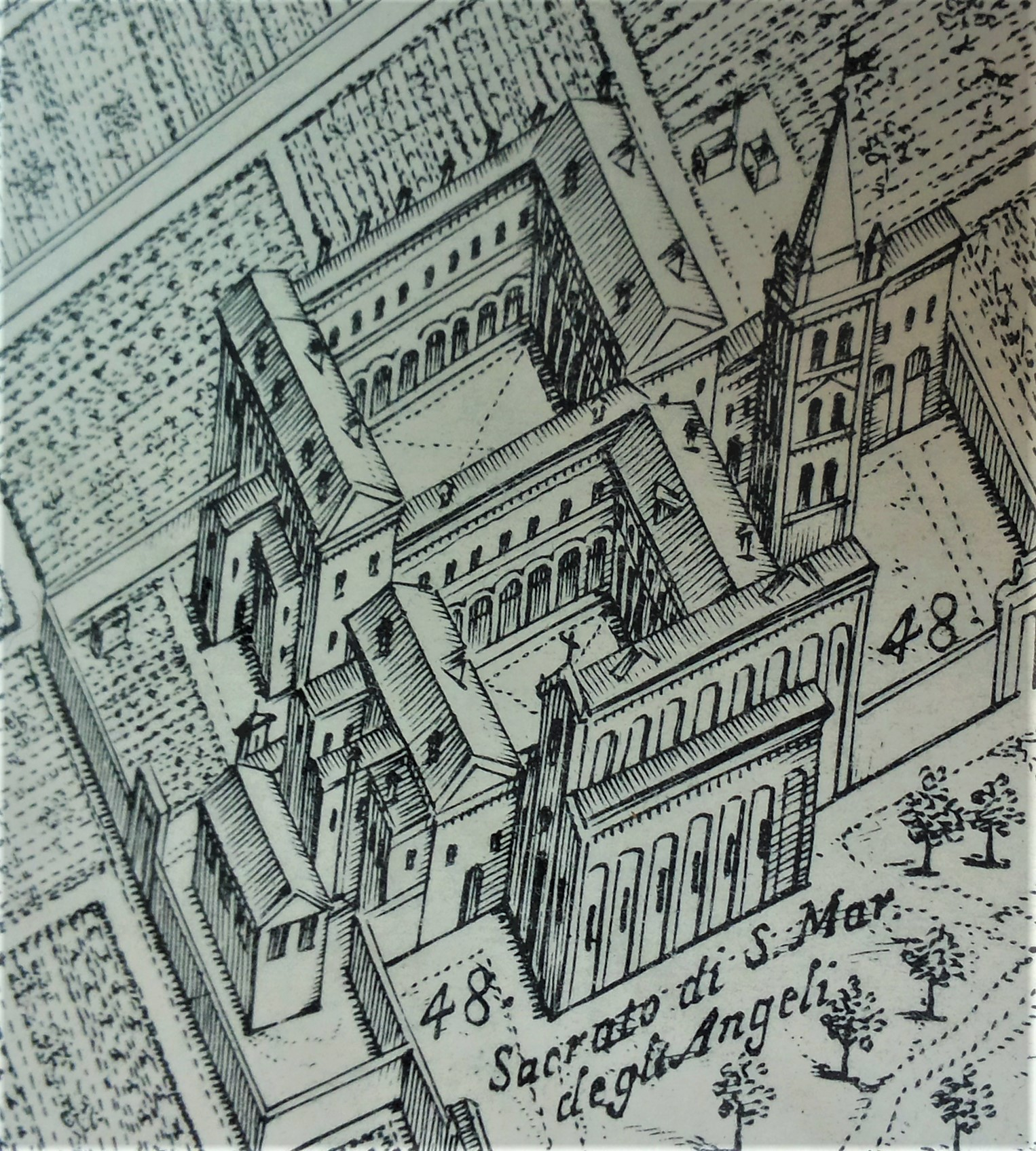
Pianta ed alzato della città di Ferrara di Andrea Bolzoni, chiesa di Santa Maria degli Angeli.

Andrea Bolzoni, per produrre la sua pianta piano-prospettica della città di Ferrara,  partì dal periodo dell'Addizione Erculea. Seguendo un modello di città ideale integrò l'esistente secondo il suo giudizio, aggiungendo edifici e coprendo spazi vuoti che, a suo giudizio, andavano utilizzati. Ottenne così un progetto, più che una vera pianta di Ferrara, una prefigurazione di quella che avrebbe dovuto diventare, un vero e proprio piano regolatore utilizzato sino alla metà del secolo scorso.

### Quadrivio degli Angeli
Nel Quadrivio degli Angeli si incrociano due assi fondamentali dell'addizione e vi si affacciano il Palazzo dei Diamanti, il Palazzo Turchi di Bagno e il Palazzo Prosperi-Sacrati. Qui è evidente la scelta di Rossetti di non caricare questo spazio cruciale con un elemento statico come una piazza, né di caratterizzarlo con vedute monumentali, preferendo vedute di scorcio delle architetture.

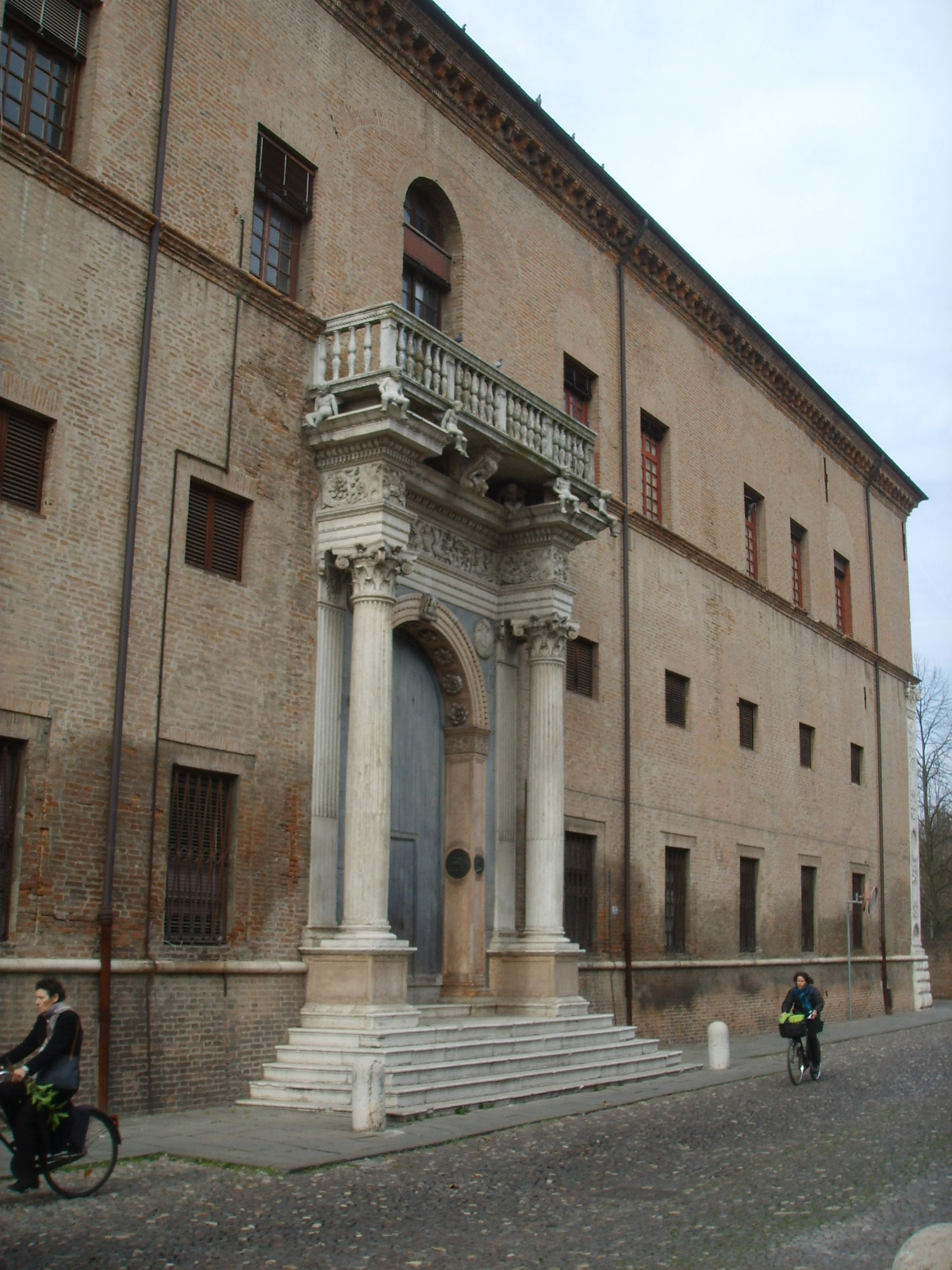
Palazzo Prosperi-Sacrati, sul quadrivio

L'edificio di maggior pregio è il palazzo dei Diamanti, che deve il nome all'impresa di Ercole I e della casata estense ed è caratterizzato da un rivestimento a bugne appuntite che creano un suggestivo effetto di chiaroscuro. Il palazzo presenta lastre decorate da candelabre in corrispondenza dell'angolo sul quadrivio, dove si imposta anche un balcone. Gli altri edifici sul quadrivio non ne eguagliarono l'imponenza, concentrandosi piuttosto sulla ricerca di effetti di variazione, con grandi portali o pilastrate d'angolo (rivestimenti marmorei decorati, posti sugli spigoli degli edifici).
Il risultato urbanistico, una struttura ortogonale composta da angoli retti e linee dritte, è rimasto ad oggi intoccato nella sua logistica e razionalità moderna. La nuova situazione urbanistica ferrarese fu infatti, nel panorama italiano ed europeo del tempo, la più moderna e anche la più duratura. Spariva la netta divisione tra città dei signori e città dei sudditi (come avveniva a Mantova) ed il rapporto di sudditanza tra le due (come nell'urbanistica di Pienza) ed era presente un'integrazione armonica tra le parti, ciascuna con la propria caratterizzazione. Un completo sviluppo dell'Addizione avrebbe dovuto essere completato in tempi successivi ma la ridotta crescita demografica e la successiva devoluzione di Ferrara bloccarono il progetto.
Nel 1995 quest'opera ha permesso al centro storico di Ferrara di essere dichiarato patrimonio dell'umanità da parte dell'UNESCO quale mirabile esempio di città progettata nel Rinascimento che conserva il suo centro storico intatto e che fa di Ferrara la "prima città moderna d'Europa".